# عبد المالك بندلال
عبد المالك بن دلال (ولد في 27 ديسمبر 1993 في المحمدية، المغرب) لاعب كرة قدم مغربي يجيد اللعب في مركز قلب الدفاع. يلعب حاليا لصالح البسيتين في الدوري البحريني الممتاز منذ 1 فبراير 2024.

## المسيرة الرياضية

### الأندية
في 1 فبراير 2024 انتقل بن دلال من أمل تزنيت المغربي إلى البسيتين البحريني في صفقة انتقال حر.